# Euthyone parima
Euthyone parima är en fjärilsart som beskrevs av William Schaus 1896. Euthyone parima ingår i släktet Euthyone och familjen björnspinnare. Inga underarter finns listade i Catalogue of Life.